# Saint-Jean-la-Poterie
Saint-Jean-la-Poterie är en kommun i departementet Morbihan i regionen Bretagne i nordvästra Frankrike. Kommunen ligger i kantonen Allaire som tillhör arrondissementet Vannes. År 2022 hade Saint-Jean-la-Poterie 1 430 invånare.

## Befolkningsutveckling
Antalet invånare i kommunen Saint-Jean-la-Poterie
| Referens: INSEE |